# 杨月如
杨月如（1873年—1916年1月5日），字保恒（又作宝恒），江苏省川沙县（今上海市浦东新区）金桥乡人，中国教育家。

## 生平
1873年出生于江苏省川沙县（今上海市浦东新区）金桥乡。中华民国成立后曾任江苏省立第一师范学校第一任校长。1915年4月起，多次前往北京参与编审教科书。其编著校阅的书籍有《师范讲习科用修身教科书》、《师范中学修身礼仪法》、《欧美公德谈》等20余种。
1916年1月5日因车祸在北京去世。